# 咒中人
《咒中人》是一部由《特长生》和泰版《流星花园》导演Patha Thongpan（O）执导的泰国浪漫惊悚系列剧，由梅塔文·欧帕西安卡琼（Win）和查妮甘·唐卡伯缇（Prim）领衔主演。
此剧由GMMTV和Parbdee Tawesuk联合制作，并在2022年11月22日在曼谷联合大厅举行的「GMMTV23 Diversely Yours」新戏发布会上公开先导预告片。其後，此劇於2023年7月在GMM 25電視台及Prime首播，同年8月終映。

## 演员阵容
註：括號內的演員姓名為小名。

### 主要演员
- 梅塔文·欧帕西安卡琼（Win）飾演 A Jin
- 查妮甘·唐卡伯缇（Prim）飾演 Fa

### 其他演员
- 甘雅拉·露安珑（Piploy）飾演 Namsai
- 蘇莉婭蕾·亞卡蕾（Prigkhing）飾演 Yiwa
- 普麗雅帕特·洛蘇皖西麗（Earn）飾演 Khaohom

## 劇集迴響

### 泰國電視收視
- 收視最低的集數以藍色表示，收視最高的集數以紅色表示，而空格則表示該集的收視沒有相關數據。

| 集數 No.   | 播放日期      | 播放時段 (UTC+07:00) | 平均收視率 | 來源 |
| ---------- | ------------- | -------------------- | ---------- | ---- |
| 製作特輯   | 2023年7月8日  | 星期六 20:30         | 0.0        |      |
| 1          | 2023年7月15日 | 星期六 20:30         | 0.2        |      |
| 2          | 2023年7月22日 | 星期六 20:30         | 0.2        |      |
| 3          | 2023年7月29日 | 星期六 20:30         | 0.1        |      |
| 4          | 2023年8月5日  | 星期六 20:30         | 0.2        |      |
| 平均收視率 | 平均收視率    | 平均收視率           | 0.2        | 1    |

^1  基於每集的平均觀眾份額。

## 制作
2022年11月，GMMTV的董事总经理沙塔朋·帕尼奇拉萨蓬宣布计划投资Parbdee Taweesuk Co., Ltd.百分之五十一的股份，以发展其商业模式。GMMTV预计这种合作将会提高创造和制作更多优质系列的潜力，并扩大泰国内容对世界各地更广泛观众的影响。制作人Kamthorn Lorjitramnuay（Hlung）、Puchong Tuntisungwaragul（Jan）和Patha Thongpa代表Parbdee Taweesuk参与签约。

## 获奖与提名列表
| 年份   | 颁奖礼           | 奖项           | 入围者              | 结果 | 参考 |
| ------ | ---------------- | -------------- | ------------------- | ---- | ---- |
| 2024年 | 2024亚洲内容大奖 | 最佳创意       | 《咒中人》          | 待定 |      |
| 2024年 | 2024亚洲内容大奖 | 最佳导演       | 帕塔·通潘           | 待定 |      |
| 2024年 | 2024亚洲内容大奖 | 最佳新人男演员 | 梅塔文·欧帕西安卡琼 | 待定 |      |